# Pio IX (tiểu vùng)
Pio IX là một tiểu vùng thuộc bang Piauí, Brasil. Tiều vùng này có diện tích 4333 km², dân số năm 2007 là 52813 người.